# Marte (Coahuila)
Marte o Estación Marte es una pequeña población ubicada en el estado mexicano de Coahuila de Zaragoza. Forma parte del municipio de General Cepeda; es notoria por estar situada al pie del Cerro Marte, en torno al cual se cuentan diversas historias.

## Localización y demografía

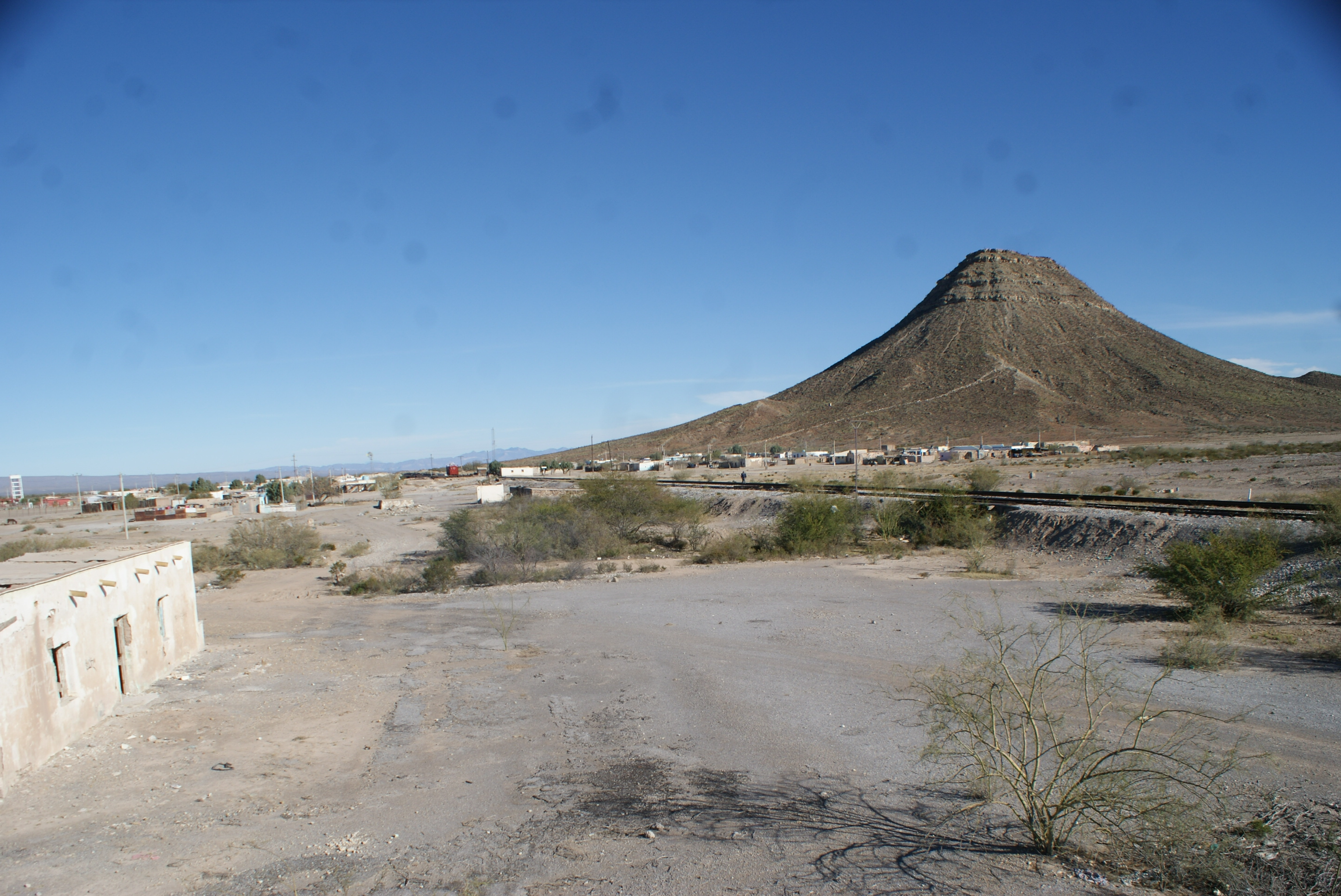
El cerro Marte junto a la población.

Marte se encuentra localizado en el centro-sur del territorio de Coahuila, en medio de la extensa zona desértica conocida como el Bolsón de Mapimí y en las estribaciones orientales de lo que alguna vez fue la extensa Laguna de Mayrán, se ubica en el extremo noroeste del municipio de General Cepeda. Sus coordenadas geográficas son 25°41′44″N 101°45′58″O / 25.69556, -101.76611 y a una altitud de 1 174 metros sobre el nivel del mar. 
Esta asentado al noroeste de las faldas del Cerro Marte, principal y característica montaña de la región, por ser la única elevación en medio de una extensa llanura. En el cerro Marte y sus alrededores se localizan diversos restos arqueológicos como petroglifos y pinturas rupestres, así mismo se cuentan entre la población local historias sobre el avistamiento de Objetos voladores no identificados, así como de fenómenos magnéticos en torno al cerro; surgiendo además versiones de un presunto interés en adquirir el terreno en que se ubica la elevación por parte de científicos de la agencia estadounidense Administración Nacional de la Aeronáutica y del Espacio o NASA.
Igualmente al pie del cerro se encuentra tendida la línea férrea de la ruta de Saltillo a Torreón, y cuya estación en dicho punto es el origen de la actual población y durante mucho tiempo su principal vía de comunicación. En adición Marte se encuentra comunicado por una camino de terracería que hacia el sur la comunica con la comunidad de Pilar de Richardson en donde entronca con la Carretera Federal 40, la principal de la región.